# Puig Sec (Castellar del Riu)
El Puig Sec és una muntanya de 1.295 metres que es troba al nord-oest del municipi de Castellar del Riu, a la comarca del Berguedà, sobre el nucli de Llinars. Es tracta de la punta meridional de la important carena que es desprèn en direcció sud de la Serra dels Prats, i que queda emmarcada per l'Aigua de Llinars a llevant i el Torrent de Vallsadolla a ponent. La part solana és molt encinglerada, mentre que l'obaga mostra unes suaus pendents. Té un ample carenar on s'observen restes d'edificacions, probablement de l'antiga masia de Puig Sec.
S'hi pot accedir mitjançant la pista forestal que, amb un recorregut de 3,5 km, surt de la masia del Collell, baixa a les planes de Vilavert, passa a prop de la masia de la Costa i de l'ermita de Sant Salvador de Vilavert, i, pel camí de la baga de La Costa, després de creuar el Torrent de Vallsadolla, es puja a la carena de Puig Sec.